# Sônia Delfino
Sônia de Campos Veras (Rio de Janeiro, 23 de novembro de 1942 — Rio de Janeiro, 20 de março de 2025) foi uma cantora brasileira.
Com apenas 8 anos ganhou um concurso de uma emissora de rádio na cidade de Natal no Rio Grande do Norte, porém, iniciou sua carreira profissional em 1955 no programa Clube do Guri pela TV Tupi Rio de Janeiro, quando gravou seu primeiro disco, uma versão da música "Jingle Bells", "Sinos de Belém". Recebeu o prêmio de cantora revelação do ano de 1960, entregue pelo próprio Governador da Guanabara na época, Carlos Lacerda. Também naquele ano gravou pela Phillips seu primeiro LP, Sônia Delfino canta para a mocidade, onde conseguiu sucesso com as músicas: "Diga que me ama" (Make Believe Baby, de Ben Weisman e E. Lewis, versão de Luís Bittencourt), "O barquinho" (Roberto Menescal e Ronaldo Bôscoli) e, principalmente, "Bolinha de sabão" (Orlandivo), que se tornou um clássico da época.
Outro sucesso foi o folk-rock "Bimbombey" (Hugo Peretti, Luigi Creatore e Mack David). Também apresentou na TV Tupi do Rio o programa Alô Brotos ao lado do cantor Sérgio Murilo, programa esse que gerou a gravação de dois LPs: Alô Brotos (1962) e Alô Brotos Vol. 2 (1964). Participou de dois filmes nacionais: Tudo legal, de Víctor Lima, em 1960, e Um candango na Belacap, de Roberto Farias, em 1961. Em 1970 casou-se com um diplomata, abandonando a carreira artística.
Em 1983, tenta voltar cantando em casas noturnas do Rio de Janeiro. Em 1998 participa da gravação dos CDs: O amor, O Sorriso e A Flor, um projeto em homenagem aos quarenta anos da Bossa Nova de Roberto Menescal.